# ER (série de televisão)
ER (Serviço de Urgência (título em Portugal) ou Plantão Médico (título no Brasil)) é uma série de televisão norte-americana criada pelo escritor e ex-médico Michael Crichton. É produzida pela Constant c Productions e pela Amblin Entertainment em associação com a Warner Bros. Television Production, Inc. O nome ER é uma abreviação das iniciais em inglês de Emergency Room, ou em português Sala de Emergência. A série mostra o cotidiano dos médicos e enfermeiras que trabalham numa sala de emergência do County General Hospital, um fictício hospital de Chicago, Illinois.

## Exibição
ER foi considerado o mais longo drama médico americano de todos os tempos até o ano de 2019, quando Grey's Anatomy ultrapassou tal recorde. Seu primeiro episódio foi ao ar no dia 19 de setembro de 1994 na NBC. No Brasil foi transmitido pelos canais abertos Rede Globo e SBT, pelo pago WBTV. Em Portugal foi transmitido pelo canal aberto RTP2, pelo canal pago AXN e pelo canal aberto RTP Memória.
ER iniciou nos EUA a décima quinta e última temporada no dia 25 de setembro de 2008. Esteve no horário de quintas-feiras às 22h desde sua estreia. A data do episódio final de ER foi anunciada no dia 15 de janeiro, após inúmeras alterações feitas pela NBC. Foi exibido um episódio duplo, de duas horas, precedido de uma retrospectiva especial de uma hora no dia 2 de abril de 2009. ER ocupou quase toda a grade do primetime da NBC nessa quinta-feira (das 20h até as 23h). O episódio final bateu recorde de maior audiência de uma série dramática desde 1996.

## História e produção
O roteiro de ER foi originalmente escrito para ser um filme, dirigido por Steven Spielberg. Porém, durante as fases iniciais de pré-produção, Spielberg perguntou a Michael Crichton qual era o seu projeto atual. Crichton disse que ele estava trabalhando num romance sobre dinossauros e DNA. Spielberg parou tudo que estava produzindo para filmar este projeto, que acabou se tornando no filme Jurassic Park. Posteriormente, ele retornou a ER e ajudou a desenvolver o seriado, sendo creditado como produtor na primeira temporada e oferecendo conselhos (ele insistiu em tornar Julianna Margulies uma atriz regular, por exemplo). Foi também através da produtora de Spielberg (Amblin Entertainment) que John Wells foi contatado para ser produtor executivo do show.
Devido à falta de tempo e dinheiro para construir um set, o episódio piloto foi filmado num hospital verdadeiro, o Linda Vista Community Hospital, que se encontrava inativo na cidade de Los Angeles. Depois da aprovação do piloto, um set foi construído aos moldes do antigo hospital nos estúdios da Warner Bros. em Burbank, Califórnia. Apesar de ser filmada em outro estado, muitas cenas exteriores da série são rodadas na cidade de Chicago ao longo das temporadas.
Michael Crichton escreveu o script que se tornou o episódio piloto em 1994. Ele era baseado em algumas de suas experiências trabalhando num pronto-socorro. Nos comentários inclusos no DVD da 1ª temporada, Crichton diz que o script se manteve intacto desde a sua roteirização, vinte anos antes. A Dra. Susan Lewis era para ser um homem no roteiro original, porém, a mudança exigida pelos produtores de mudar o sexo da personagem não alterou os diálogos previamente escritos. Os produtores também decidiram que o Dr. Peter Benton deveria ser afro-americano, mesmo que ele não tenha sido escrito dessa maneira. O roteiro original teve que ser encurtado em aproximadamente vinte minutos para poder "caber" num bloco de duas horas para transmissão.
ER foi filmado em widescreen desde o início, mesmo que não tenha sido exibido desta maneira até a sétima temporada quando começou a ser exibido no formato 1080i HD. Desde o sexto episódio da sétima temporada, foi transmitido no formato letterbox quando exibido no formato analógico.
A icônica abertura de ER com trilha de James Newton Howard é considerada uma das mais marcantes na história da televisão. Porém, a partir da 13ª temporada, ela foi substituída por uma introdução de aproximadamente dez segundos para dar mais tempo para o desenvolvimento das tramas, segundo os produtores. Essa decisão se mostrou polêmica entre os fãs do show.
Michael Crichton, criador da série, faleceu no dia 5 de novembro de 2008 de câncer (5 meses antes do término da série).

## Episódios
ER teve inúmeros episódios memoráveis. Em 1997, foi ao ar um episódio totalmente ao vivo, "Ambush, " com a equipe de câmera da NBC sendo descrita no episódio como uma equipe da PBS que estava no hospital para gravar um documentário. O mais interessante é que os atores fizeram a mesma encenação do episódio de novo, três horas mais tarde, para que o programa também fosse ao vivo na Costa Oeste dos Estados Unidos. Outros episódios notáveis incluem "Love's Labor Lost", "Motherhood" (dirigido por Quentin Tarantino), "Hell and High Water", "Union Station", "All in the Family", "Four Corners", "On the Beach", "Lockdown", "The Lost", "Time of Death", "Just As I Am", "21 Guns", "Status Quo", "Life After Death" e "Heal Thyself".

## Visão Geral do Elenco
| Legenda | Legenda                           |
| ------- | --------------------------------- |
| P       | Creditado no Elenco Principal     |
| R       | Creditado como recorrente         |
| C       | Creditado como convidado          |
| CE      | Creditado como convidado especial |
| —       | Personagem ausente                |

| Artista            | Personagem          | Temporada | Temporada | Temporada | Temporada | Temporada | Temporada | Temporada | Temporada | Temporada | Temporada | Temporada | Temporada | Temporada | Temporada | Temporada |
| Artista            | Personagem          | 1         | 2         | 3         | 4         | 5         | 6         | 7         | 8         | 9         | 10        | 11        | 12        | 13        | 14        | 15        |
| ------------------ | ------------------- | --------- | --------- | --------- | --------- | --------- | --------- | --------- | --------- | --------- | --------- | --------- | --------- | --------- | --------- | --------- |
| Anthony Edwards    | Mark Greene         | P         | P         | P         | P         | P         | P         | P         | P         | —         | —         | —         | —         | —         | —         | P         |
| George Clooney     | Doug Ross           | P         | P         | P         | P         | P         | CE        | —         | —         | —         | —         | —         | —         | —         | —         | P         |
| Sherry Stringfield | Susan Lewis         | P         | P         | P         | —         | —         | —         | —         | P         | P         | P         | P         | P         | —         | —         | P         |
| Noah Wyle          | John Carter         | P         | P         | P         | P         | P         | P         | P         | P         | P         | P         | P         | R         | —         | —         | P         |
| Julianna Margulies | Carol Hathaway      | P         | P         | P         | P         | P         | P         | —         | —         | —         | —         | —         | —         | —         | —         | P         |
| Eriq La Salle      | Peter Benton        | P         | P         | P         | P         | P         | P         | P         | P         | —         | —         | —         | —         | —         | —         | P         |
| Gloria Reuben      | Jeanie Boulet       | R         | R         | R         | R         | R         | R         | —         | —         | —         | —         | —         | —         | —         | CE        | —         |
| Laura Innes        | Kerry Weaver        | —         | R         | P         | P         | P         | P         | P         | P         | P         | P         | P         | P         | P         | —         | P         |
| Maria Bello        | Anna Del Amico      | —         | —         | R         | P         | —         | —         | —         | —         | —         | —         | —         | —         | —         | —         | —         |
| Alex Kingston      | Elizabeth Corday    | —         | —         | —         | P         | P         | P         | P         | P         | P         | P         | P         | —         | —         | —         | P         |
| Kellie Martin      | Lucy Knight         | —         | —         | —         | —         | P         | P         | —         | —         | —         | —         | —         | —         | —         | —         | —         |
| Paul McCrane       | Robert Romano       | —         | —         | —         | R         | R         | P         | P         | P         | P         | P         | —         | —         | —         | —         | CE        |
| Goran Visnjic      | Luka Kovač          | —         | —         | —         | —         | —         | P         | P         | P         | P         | P         | P         | P         | P         | R         | C         |
| Michael Michele    | Cleo Finch          | —         | —         | —         | —         | —         | P         | P         | P         | —         | —         | —         | —         | —         | —         | —         |
| Erik Palladino     | Dave Malucci        | —         | —         | —         | —         | —         | P         | P         | P         | —         | —         | —         | —         | —         | —         | —         |
| Ming-Na            | Jing-Mei "Deb" Chen | R         | —         | —         | —         | —         | R         | R         | R         | R         | R         | R         | —         | —         | —         | —         |
| Maura Tierney      | Abby Lockhart       | —         | —         | —         | —         | —         | P         | P         | P         | P         | P         | P         | P         | P         | P         | P         |
| Sharif Atkins      | Michael Gallant     | —         | —         | —         | —         | —         | —         | —         | P         | P         | P         | C         | R         | —         | —         | —         |
| Mekhi Phifer       | Greg Pratt          | —         | —         | —         | —         | —         | —         | —         | R         | P         | P         | P         | P         | P         | P         | P         |
| Parminder Nagra    | Neela Rasgotra      | —         | —         | —         | —         | —         | —         | —         | —         | —         | P         | P         | P         | P         | P         | P         |
| Linda Cardellini   | Sam Taggart         | —         | —         | —         | —         | —         | —         | —         | —         | —         | P         | P         | P         | P         | P         | P         |
| Shane West         | Ray Barnett         | —         | —         | —         | —         | —         | —         | —         | —         | —         | —         | P         | P         | P         | —         | R         |
| Scott Grimes       | Archie Morris       | —         | —         | —         | —         | —         | —         | —         | —         | —         | R         | R         | P         | P         | P         | P         |
| John Stamos        | Tony Gates          | —         | —         | —         | —         | —         | —         | —         | —         | —         | —         | —         | C         | P         | P         | P         |
| David Lyons        | Simon Brenner       | —         | —         | —         | —         | —         | —         | —         | —         | —         | —         | —         | —         | —         | R         | P         |
| Angela Bassett     | Catherine Banfield  | —         | —         | —         | —         | —         | —         | —         | —         | —         | —         | —         | —         | —         | —         | P         |

## Elenco
O elenco original de atores consistia em: Anthony Edwards (como o Dr. Mark Greene), George Clooney (como o Dr. Doug Ross), Sherry Stringfield (como a Dra. Susan Lewis), Noah Wyle (como o estudante de medicina John Carter) e Eriq La Salle (como o Dr. Peter Benton). Julianna Margulies fez uma participação especial no primeiro episódio como a Enfermeira Carol Hathaway e depois virou parte do elenco regular.
Na última temporada da série, John Wells e os outros produtores de ER conseguiram trazer todos os atores originais da série de volta e também diversos atores que fizeram história na série para fazerem participações especiais visando um encerramento digno, sendo eles: Anthony Edwards (Mark Greene), George Clooney (Doug Ross), Sherry Stringfield (Susan Lewis), Noah Wyle (John Carter), Julianna Margulies (Carol Hathaway) e Eriq La Salle (Peter Benton). Outros antigos membros do elenco regular também fizeram participações: Laura Innes (Kerry Weaver), Alex Kingston (Elizabeth Corday), Paul McCrane (Robert Romano), Maura Tierney (Abby Lockhart) e Shane West (Ray Barnett). Atores convidados também retornaram, como: Abraham Benrubi (Jerry Markovic) e William H. Macy (David Morgenstern).
A seguir estão listados todos os atores que fizeram parte do elenco regular da série por ordem de aparição:
| Ator / Atriz       | Personagem            | Como regular | Como regular    | Como convidado / Participação especial | Como convidado / Participação especial                                                                |
| Ator / Atriz       | Personagem            | Temporada    | Episódio        | Temporada                              | Episódio                                                                                              |
| ------------------ | --------------------- | ------------ | --------------- | -------------------------------------- | --- |
| Anthony Edwards    | Dr. Mark Greene       | 1-8          | 1-179           | 15                                     | 316                                                                                                   |
| George Clooney     | Dr. Doug Ross         | 1-5          | 1-106           | 6, 15                                  | 134, 328                                                                                              |
| Sherry Stringfield | Dra. Susan Lewis      | 1-3, 8-12    | 1-55, 161-246   | 15                                     | 331                                                                                                   |
| Noah Wyle          | Dr. John Carter       | 1-11         | 1-245           | 12, 15                                 | 259-260, 264-265, 325-328, 331                                                                        |
| Julianna Margulies | Carol Hathaway        | 1-6          | 2-134           | 1,15                                   | 1, 328                                                                                                |
| Eriq La Salle      | Dr. Peter Benton      | 1-8          | 1-167, 172, 178 | 15                                     | 328, 331                                                                                              |
| Gloria Reuben      | Jeanie Boulet         | 2-6          | 31-119          | 1, 2, 14                               | 14-17, 20-28, 301                                                                                     |
| Laura Innes        | Dra. Kerry Weaver     | 3-13         | 48-280          | 2, 15                                  | 26-29, 31, 34-35, 38, 40, 43-47, 316, 331                                                             |
| Maria Bello        | Dra. Anna Del Amico   | 4            | 70-91           | 3                                      | 67-69                                                                                                 |
| Alex Kingston      | Dra. Elizabeth Corday | 4-11         | 70-227          | 15                                     | 321, 331                                                                                              |
| Kellie Martin      | Lucy Knight           | 5-6          | 92-127          |                                        | |
| Paul McCrane       | Dr. Robert Romano     | 6-10         | 114-209         | 4, 5, 15                               | 74-75, 77-81, 84-90, 93, 95-96, 100-101, 103-107, 109-113, 316                                        |
| Goran Visnjic      | Dr. Luka Kovač        | 6-13         | 114-290         | 14, 15                                 | 295, 298-300, 304, 306, 309, 312                                                                      |
| Maura Tierney      | Dra. Abby Lockhart    | 6-15         | 125-310, 312    | 6, 15                                  | 121, 329                                                                                              |
| Michael Michele    | Dra. Cleo Finch       | 6-8          | 114-167, 178    |                                        | |
| Erik Palladino     | Dr. Dave Malucci      | 6-8          | 120-161         | 6                                      | 115-119                                                                                               |
| Ming-Na            | Dra. Jing-Mei Chen    | 6-11         | 123-232         | 1                                      | 13–17, 19–21                                                                                          |
| Sharif Atkins      | Dr. Michael Gallant   | 8-10         | 172-219         | 8, 11-12                               | 164-166, 168-170, 239-240, 253-254, 257, 266                                                          |
| Mekhi Phifer       | Dr. Greg Pratt        | 9-15         | 180-310         | 8                                      | 175-177, 179                                                                                          |
| Parminder Nagra    | Dra. Neela Rasgotra   | 10-15        | 204-331         | 10                                     | 202                                                                                                   |
| Linda Cardellini   | Samantha Taggart      | 10-15        | 206-331         |                                        | |
| Shane West         | Dr. Ray Barnett       | 11-13        | 224-290         | 15                                     | 314, 329-330                                                                                          |
| Leland Orser       | Dr. Lucien Dubenko    | 11           | 226-245         |                                        | |
| Scott Grimes       | Dr. Archie Morris     | 12-15        | 246-331         | 10-11                                  | 204-206, 208-209, 212, 215-217, 220-222, 224, 226, 228, 230, 232, 234, 236, 238-239, 241-242, 244-245 |
| John Stamos        | Dr. Tony Gates        | 13-15        | 269-331         | 12                                     | 252-253                                                                                               |
| David Lyons        | Dr. Simon Brenner     | 15           | 310-331         | 14                                     | 304, 306-309                                                                                          |
| Angela Bassett     | Dra. Cate Banfield    | 15           | 311-331         |                                        | |

### Convidados notáveis
Vários atores já fizeram memoráveis participações especiais no programa, incluindo:
- Lucy Liu em 1995, como uma imigrante asiática.
- Jorja Fox em 1996-1999, como a Dr. Maggie Doyle, uma residente gay.
- Marg Helgenberger em 1996, como um dos casos de Doug.
- George Eads em 1996, como um paramédico.
- Kirsten Dunst em 1996-1997, como uma adolescente problemática.
- Omar Epps em 1996-1997, como Dennis Gant, interno que acaba se suicidando.
- Mariska Hargitay em 1997, como Cynthia Hooper, recepcionista que se envolve com Mark.
- Eva Mendes em 1998, como a babá de Sofie, uma criança severamente doente no episódio “Êxodo”.
- Rebecca De Mornay em 1999, como uma sobrevivente de câncer de mama.
- Dakota Fanning em 2000, como Delia Chadsey.
- Shia LaBeouf em 2000, como Darnel Smith, paciente com distrofia muscular.
- Jared Padalecki em 2001, como Paul Harris, um sobrevivente de um acidente de carro.
- James Belushi em 2001, como pai de Paul Harris.
- Jeffrey Dean Morgan em 2001, como um sobrevivente de um descarrilhamento de um trem que tem suas pernas amputadas.
- Angus T. Jones em 2001, como Sean Gattney.
- David Hewlett em 2001, como Sr. Schudy.
- Julie Delpy em 2001, como Nicole, uma garçonete que se envolve com Luka.
- Zac Efron em 2002, como Bobby Neville, um adolescente ferido.
- Thandie Newton em 2004, como Kem, mulher de Carter.
- Sterling K. Brown em 2004, como Bob Harris, do Departamento de Gerência de Riscos.
- Marin Hinkle em 2004, como Kathy, uma mãe vítima de um atropelamento.
- Kevin Sussman em 2004, como um estudante do oitavo ano de Ph. D. responsável pelo laboratório de pesquisa do hospital.
- Frances Fisher em 2004, como Sharon Williams/Helen Kingsley, mãe biológica da Dra. Weaver.
- Keke Palmer em 2005, como Janell Parkerson.
- Cynthia Nixon em 2005, como uma vítima de derrame.
- Danny Glover em 2005, como Charlie Pratt Sr., pai de Greg.
- Reiko Aylesworth em 2007-2008, como Julia Dupree, a capelã do hospital.
- Steve Buscemi em 2008, como um paciente protegido pelo Programa de Testemunhas.
- Louis Gossett Jr. em 2009, como Leo Malcolm, um paciente que se recusa a receber tratamento.
- Susan Sarandon em 2009, como Nora, avó de um paciente com morte cerebral.
- Julie Bowen [8]em 1998-1999, como Roxane Please  por 9 episódios

Atores que ganharam o Emmy de Melhor Ator/Atriz Convidado(a):
- Sally Field em 2001, como Maggie Wyczenski, a mãe bipolar de Abby.
- Ray Liotta em 2005, como um alcoólatra que está prestes a morrer.

Atores que foram indicados ao Emmy de Melhor Ator/Atriz Convidado(a):
- Ewan McGregor em 1997, como um ladrão/sequestrador.
- Alan Alda em 2000, como o Dr. Gabriel Lawrence, médico com Alzheimer e ex-tutor de Weaver.
- James Cromwell em 2001, como um bispo que é tratado por Luka Kovac.
- Mary McDonnell em 2002, como Eleanor Carter, mãe de Carter.
- Don Cheadle em 2003, como Paul Nathan, um estudante com mal de Parkinson.
- Bob Newhart em 2004, como o paciente Ben Hollander, um arquiteto que está ficando cego.
- James Woods em 2006, como um professor de Bioquímica, com a doença degenerativa ELA.
- Forest Whitaker em 2007, como Curtis Ames.
- Stanley Tucci em 2008 e 2009 como o Dr. Kevin Moretti.

## Premiações
ER foi indicada 123 vezes ao Emmy Awards, possuindo o título de série com maior número de indicações da história do prêmio. É vencedora de 22 deles (ganhando pelo menos uma estatueta de 1995 até 2005, exceto 2004). Ganhou também o People's Choice Award por "Série de Televisão Dramática Favorita" todo ano, de 1995 até 2002. Ao longo dos anos, foi indicada e/ou premiada em inúmeros outros prêmios, incluindo o Image Awards, Screen Actors Guild Awards, GLAAD Media Awards, Golden Globe Awards, entre outros
A seguir, uma lista parcial dos principais prêmios e indicações recebidas pelo show:

### Prêmios
Emmy Awards
- Melhor Série Dramática (1996)
- Melhor Atriz Coadjuvante em uma Série Dramática - Julianna Margulies (1995)
- Melhor Direção Individual em uma Série Dramática - Mimi Leder pelo episódio "Love's Labor Lost" (1995)
- Melhor Atriz Convidada em uma Série Dramática - Sally Field (2001)
- Melhor Ator Convidado em uma Série Dramática - Ray Liotta (2005)
- Melhor Direção em uma Série Dramática (Episódio "And in the End") - Rod Holcomb (2009)

Golden Globe Awards
- Melhor Performance de um Ator em uma Série Dramática - Anthony Edwards (1998)

Screen Actors Guild Awards
- Melhor Performance de um Elenco em uma Série Dramática (1996-1999) 4 prêmios
- Melhor Performance de uma Atriz em uma Série Dramática - Julianna Margulies (1998-1999) 2 prêmios
- Melhor Performance de um Ator em uma Série Dramática - Anthony Edwards (1996, 1998) 2 prêmios

### Indicações
Emmy Awards
- Melhor Série Dramática (1995, 1997-2001) 6 indicações
- Melhor Ator Principal em uma Série Dramática - Anthony Edwards (1995-1998) 4 indicações
- Melhor Ator Principal em uma Série Dramática - George Clooney (1995-1996) 2 indicações
- Melhor Atriz Principal em uma Série Dramática - Julianna Margulies (1997-2000) 4 indicações
- Melhor Atriz Principal em uma Série Dramática - Sherry Stringfield (1995-1997) 3 indicações
- Melhor Ator Coadjuvante em uma Série Dramática - Noah Wyle (1995-1999) 5 indicações
- Melhor Ator Coadjuvante em uma Série Dramática - Eriq La Salle (1995, 1997-98) 3 indicações
- Melhor Ator Coadjuvante em uma Série Dramática - Paul McCrane (2001)
- Melhor Atriz Coadjuvante em uma Série Dramática - Maura Tierney (2001)
- Melhor Atriz Coadjuvante em uma Série Dramática - Laura Innes (1997-1998) 2 indicações
- Melhor Atriz Coadjuvante em uma Série Dramática - Gloria Reuben (1997-1998) 2 indicações
- Melhor Atriz Coadjuvante em uma Série Dramática - Julianna Margulies (1996)
- Melhor Ator Convidado em uma Série Dramática - Ernest Borgnine (2009)
- Melhor Ator Convidado em uma Série Dramática - Stanley Tucci (2008)
- Melhor Ator Convidado em uma Série Dramática - Forest Whitaker (2007)
- Melhor Ator Convidado em uma Série Dramática - James Woods (2006)
- Melhor Ator Convidado em uma Série Dramática - Red Buttons (2005)
- Melhor Ator Convidado em uma Série Dramática - Bob Newhart (2004)
- Melhor Ator Convidado em uma Série Dramática - Don Cheadle (2003)
- Melhor Atriz Convidada em uma Série Dramática - Sally Field (2003)
- Melhor Atriz Convidada em uma Série Dramática - Mary McDonnell (2002)
- Melhor Ator Convidado em uma Série Dramática - James Cromwell (2001)
- Melhor Ator Convidado em uma Série Dramática - Alan Alda (2000)
- Melhor Atriz Convidada em uma Série Dramática - Swoosie Kurtz (1998)
- Melhor Ator Convidado em uma Série Dramática - Ewan McGregor (1997)
- Melhor Ator Convidado em uma Série Dramática - William H. Macy (1997)
- Melhor Atriz Convidada em uma Série Dramática - Penny Fuller (1996)
- Melhor Ator Convidado em uma Série Dramática - Vondie Curtis-Hall (1995)
- Melhor Ator Convidado em uma Série Dramática - Alan Rosenberg (1995)
- Melhor Atriz Convidada em uma Série Dramática - Rosemary Clooney (1995)
- Melhor Atriz Convidada em uma Série Dramática - Colleen Flynn (1995)

Golden Globe Awards
- Melhor Série Dramática (1995-2001) 7 indicações
- Melhor Performance de um Ator em uma Série Dramática - Anthony Edwards (1996-97, 1999) 3 indicações
- Melhor Performance de um Ator em uma Série Dramática - George Clooney (1996-98) 3 indicações
- Melhor Performance de uma Atriz em uma Série Dramática - Julianna Margulies (1999-2000) 3 indicações
- Melhor Performance de uma Atriz em uma Série Dramática - Sherry Stringfield (1996-97) 2 indicações
- Melhor Performance de um Ator Coadjuvante em uma Série Dramática - Noah Wyle (1997-99) 3 indicações
- Melhor Performance de um Ator Coadjuvante em uma Série Dramática - Eriq La Salle (1998)
- Melhor Performance de uma Atriz Coadjuvante em uma Série Dramática - Gloria Reuben (1998)
- Melhor Performance de uma Atriz Coadjuvante em uma Série Dramática - Julianna Margulies (1996)
- Melhor Performance de uma Atriz Coadjuvante em uma Série Dramática - CCH Pounder (1997)

Screen Actors Guild Awards
- Melhor Performance de um Elenco em uma Série Dramática (1995, 1998, 2000-01) 4 indicações
- Melhor Performance de uma Atriz em uma Série Dramática - Julianna Margulies (1996)
- Melhor Performance de uma Atriz em uma Série Dramática - Sally Field (2001)
- Melhor Performance de um Ator em uma Série Dramática - Anthony Edwards (1997, 1999, 2001) 2 indicações
- Melhor Performance de um Ator em uma Série Dramática - George Clooney (1996-97) 2 indicações

## Audiência
| Temporada | Estreia                | Episódio final      | Temporada | Rank (#) | Espectadores (em milhões) |
| --------- | ---------------------- | ------------------- | --------- | -------- | ------------------------- |
| 1a        | 19 de setembro de 1994 | 18 de maio de 1995  | 1994-1995 | 2        | 28.9                      |
| 2a        | 21 de setembro de 1995 | 16 de maio de 1996  | 1995-1996 | 1        | 32.0                      |
| 3a        | 26 de setembro de 1996 | 15 de maio de 1997  | 1996-1997 | 1        | 30.8                      |
| 4a        | 25 de setembro de 1997 | 14 de maio de 1998  | 1997-1998 | 1        | 30.2                      |
| 5a        | 24 de setembro de 1998 | 20 de maio de 1999  | 1998-1999 | 1        | 25.4                      |
| 6a        | 30 de setembro de 1999 | 18 de maio de 2000  | 1999-2000 | 4        | 25.0                      |
| 7a        | 12 de outubro de 2000  | 17 de maio de 2001  | 2000-2001 | 2        | 22.4                      |
| 8a        | 27 de setembro de 2001 | 16 de maio de 2002  | 2001-2002 | 3        | 22.1                      |
| 9a        | 26 de setembro de 2002 | 15 de maio de 2003  | 2002-2003 | 4        | 20.0                      |
| 10a       | 25 de setembro de 2003 | 13 de maio de 2004  | 2003-2004 | 8        | 19.5                      |
| 11a       | 23 de setembro de 2004 | 19 de maio de 2005  | 2004-2005 | 16       | 15.5                      |
| 12a       | 22 de setembro de 2005 | 18 de maio de 2006  | 2005-2006 | 30       | 12.3                      |
| 13a       | 21 de setembro de 2006 | 17 de maio de 2007  | 2006-2007 | 31       | 11.5                      |
| 14a       | 27 de setembro de 2007 | 15 de maio de 2008  | 2007-2008 | 55       | 9.16                      |
| 15a       | 25 de setembro de 2008 | 12 de abril de 2009 | 2008-2009 | 36       | 10.3                      |